# Peyrolles-en-Provence
Peyrolles-en-Provence är en kommun i departementet Bouches-du-Rhône i regionen Provence-Alpes-Côte d'Azur i sydöstra Frankrike. Kommunen ligger  i kantonen Peyrolles-en-Provence som ligger i arrondissementet Aix-en-Provence. År 2022 hade Peyrolles-en-Provence 5 316 invånare.

## Befolkningsutveckling
Antalet invånare i kommunen Peyrolles-en-Provence
Referens:INSEE